# بخش شینون
بخش شینون (به فرانسوی: Arrondissement de Chinon) یک بخش در فرانسه است که در اندر-ا-لوآر واقع شده‌است.